# The Burlesque Suicide, No. 2
The Burlesque Suicide, No. 2  est un film muet américain de George S. Fleming et Edwin S. Porter sorti en 1902.

## Fiche technique
- Titre original : The Burlesque Suicide, No. 2
- Réalisation : George S. Fleming et Edwin S. Porter
- Pays d'origine : États-Unis
- Format : Noir et blanc
- Genre : Comédie
- Production : Edison Manufacturing Company
- Durée : 1 minute
- Date de sortie :
  - États-Unis :7 avril 1902
- Licence : Domaine public